# Waldo Semon
Waldo Lonsbury Semon (Demopolis, 10 de setembro de 1898 — 26 de maio de 1999) foi um inventor estadunidense, é creditado a invenção de métodos para tornar útil o cloreto de polivinila.

## Biografia
Semon é mais conhecido por inventar o vinil, o segundo plástico mais usado no mundo . Ele encontrou a fórmula do vinil misturando alguns polímeros sintéticos, e o resultado foi uma substância elástica, mas não adesiva. Semon trabalhou em métodos de aperfeiçoamento da borracha e, por fim, desenvolveu um substituto sintético. Em 11 de dezembro de 1935, ele criou Koroseal a partir de sal, coque e calcário, um polímero que poderia ser feito em qualquer consistência. Semon fez mais de 5 000 outros compostos de borracha sintética, obtendo sucesso com Ameripol (AMERican POLymer) em 1940 para a empresa BF Goodrich. Ao todo, Semon detinha 116 patentes, e foi incluído no Invention Hall of Fame em 1995 aos 97 anos.
Enquanto estava na BF Goodrich, Semon se reportou a Harry L. Fisher e mais tarde supervisionou Benjamin S. Garvey, ambos os quais também receberam a Medalha Charles Goodyear.
Às vezes, atribui-se a Semon a invenção do chiclete, mas isso é impreciso. Ele inventou uma substância de borracha sintética indigesta que poderia ser usada como chiclete (e produzia bolhas excepcionalmente grandes), mas o produto permaneceu uma curiosidade e nunca foi vendido. Semon se formou na University of Washington ganhando um PhD em engenharia química.
Ele recebeu a Medalha Charles Goodyear em 1944, a Medalha Elliott Cresson em 1964 e o Golden Plate Award da American Academy of Achievement em 1965. Após se aposentar da BF Goodrich, ele atuou como professor pesquisador na Kent State University em Kent, Ohio. 

Ele morreu em Hudson, Ohio, em 26 de maio de 1999, aos 100 anos de idade.